# RSS

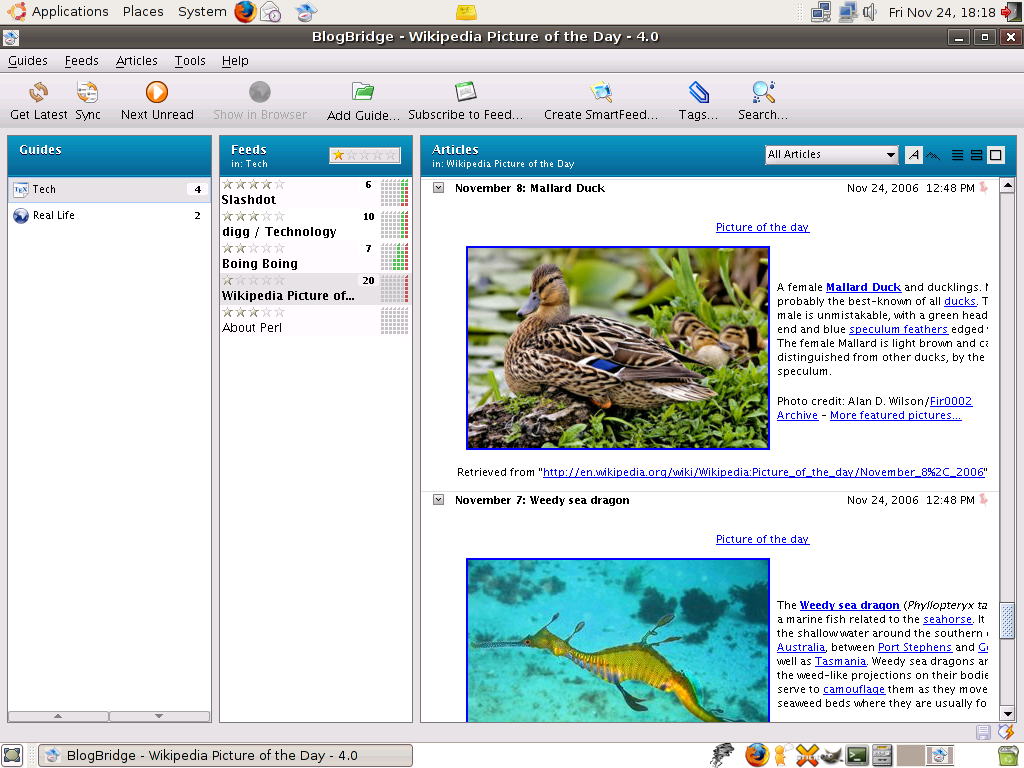
A Blogbridge nyílt forrású RSS-aggregátor program. A középső oszlopban láthatók az egyes feed-ek, melyekre a felhasználó feliratkozott, a jobb oldalon két hír előnézete. (A bal oldali oszlop a feedek csoportosítására szolgál.)

Az RSS (Rich Site Summary); eredetileg RDF Site Summary (gyakran nevezik Really Simple Syndicationnek) webes együttműködésre szolgáló XML állományformátumok családja, mely megkíméli a felhasználókat attól, hogy az ilyen megoldást használó weboldalakat rendszeresen kelljen látogatniuk az új tartalom ellenőrzése miatt, vagy levélben kelljen értesítést kapniuk erről. Egy feed-olvasóként vagy aggregátorként ismert program képes ellenőrizni az RSS-t használó weboldalakat a felhasználó helyett és képes megjeleníteni a frissített cikkeket. (Például a csak hetente-havonta frissülő, de egyébként érdekes blogokat nem kell minden nap meglátogatni, hogy van-e rajtuk új poszt, ha van, akkor az megjelenik a feed-olvasóban.)

## Leírása
Az RSS-t gyakran frissülő oldalak (többek között blogok, portálok) használják, az oldalon megjelenő új tartalom (cikkek, bejegyzések) rövid összefoglalójának terjesztésére. Sok szempontból a hírlevél Web 2.0-es utódjának tekinthető.
A felhasználók az RSS-csatornákra történő feliratkozás révén előre beállíthatják, hogy honnan szeretnék a friss híreket megkapni, így több (tíz, száz) oldal hírei egyetlen felületen hozzáférhetők, kezelhetők lesznek, nem kell mindegyiket végiglátogatni a felhasználót érdeklő információ megtalálására. A feliratkozáshoz be kell írni a csatorna címét az olvasóprogramba, vagy a  illetve az  (esetleg az ) ikonra kattintani a böngészőben. A frissítés történhet egészen gyakran, pár tízpercenként is, így folyamatosan zajló események nyomon követésére is lehetőség van. A csatornákat lehet például tartalmuk szerint szűrni, elemeiket időrend vagy más szempont alapján rendezni.
A számos RSS-csatorna (RSS-hírfolyam, vagy RSS feed, ejtsd: ereses-fíd) megjeleníthető webes felületen (például Netvibes, Google Reader), vagy az olvasásukra szolgáló programmal, ún. aggregátorral. Általában napjaink böngésző- és levelezőprogramjai is tudják kezelni az RSS-csatornákat. A böngészők közül a Mozilla Firefox (a 2.0 változattól), az Opera, az Internet Explorer (a 7-es változattól), Safari, és a KHTML (Konqueror, Akregator) támogatja az RSS-t. Az ilyen programok adott (állítható) időtartamonként (általában 10 perc) frissítik az összes RSS-t, így a felhasználó viszonylag gyorsan értesülhet az új hírekről.
A csatornák egyes hírekből állnak, melyeknek címe, dátuma, tartalma van, valamint egy hivatkozás, mely a hírt teljes terjedelemében tartalmazó oldalra mutat. A csatornákat (külön szolgáltatásokkal, például Yahoo Pipes, AideRSS) lehet egyesíteni és tartalom alapján szűrni.
A rövidítés a következő szabványokat fedi:

### RDF Site Summary (RSS 1.0)
Egy inkompatibilis szabvány, ami a W3C Resource Description Framework (erőforrás leíró keretrendszer) szabványon alapszik. 

### Really Simple Syndication (RSS 2.x)
A Really Simple Syndication a web együttműködésre szolgáló RSS család egy tagja. A specifikáció Dave Winer Scripting News-án és a Netscape RSS 0.91-én alapul, és a Berkman Center for Internet & Society at Harvard Law School  tanácsadó testületének gondozásában áll. A leggyakrabban használt Really Simple Syndication verziók a 0.9x és a 2.0.x. A specifikáció kimondja, hogy bármely RSS 0.9x érvényes RSS 2.x dokumentum, de visszafelé ez nem érvényes. 

## Használata

RSS-ek a Google Readerben. Balra lent a Blog kategória (ezt a felhasználó hozta létre) feedjei, jobbra egy feed kibontott hírei. A felhasználó egy kategória híreit nézi, ezen belül időrendi sorrendben több forrásból származó hírek láthatók.

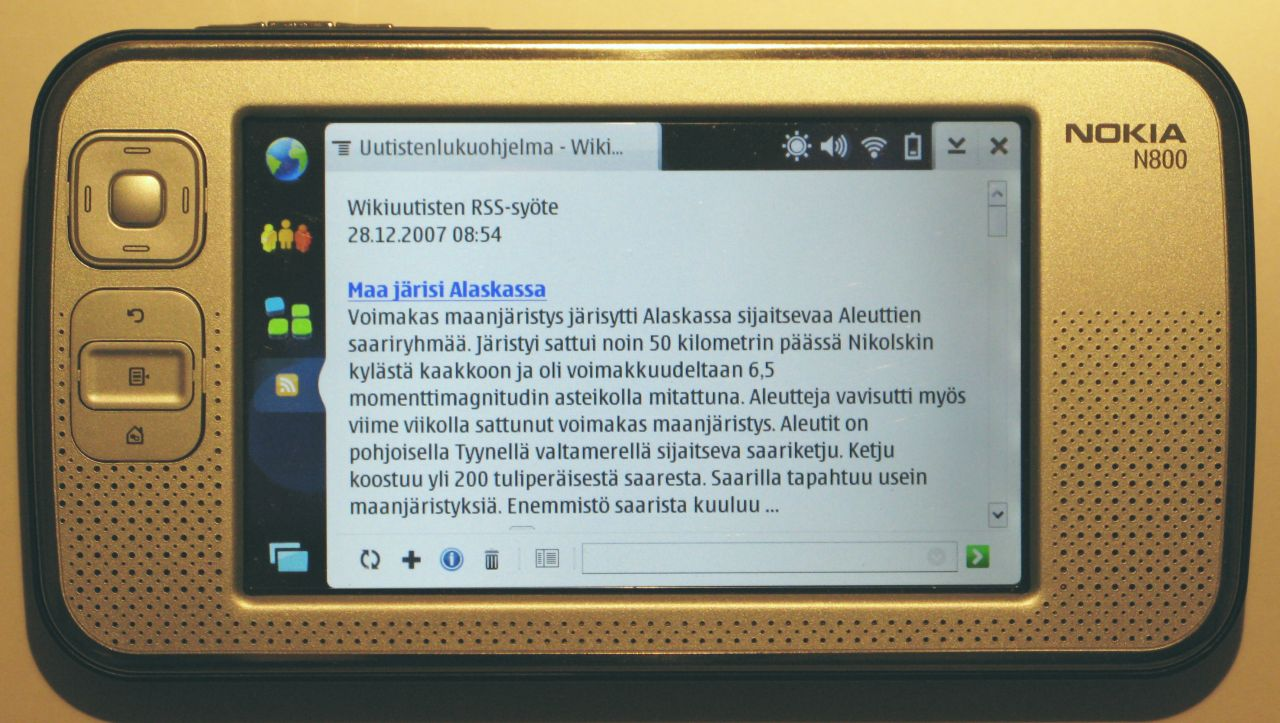
RSS-olvasás Nokia N800 telefonon

Az RSS-t oldalak (cikkek, bejegyzések) rövid leírására használják, minden eleme egy linket is tartalmaz magára a hivatkozott oldalra. Ez az információ XML fájlként áll rendelkezésre, amit RSS feed-nek, RSS folyamnak (stream) illetve RSS csatornának (channel) neveznek. Gyakran egy narancssárga négyszög XML felirattal a hivatkozás az oldal RSS feed-jére. Az RSS feed inkább technikai megnevezés, funkcionális nézőpontból előnyösebb web feed-nek nevezni.

### Szerver oldal
2004-ben és 2005-ben terjedt ki az RSS használata a nagyobb hírügynökségekre – többek között a Reutersre és az Associated Pressre  –, több évvel azután, hogy a blogok, technológiai publikációk és más korai alkalmazók elkezdték használni. Az első online RSS-t használó híroldal a Variety.com volt, mely 2002 júniusában kezdte el alkalmazni a technológiát. Különböző felhasználási egyezmények keretében a szolgáltatók lehetővé teszik más weboldalaknak, hogy azok beépítsék a publikált címeket és rövid tartalmakat a saját oldalaikba.
Az RSS-t széles körben használják más weboldalak is. 
- A blogok megosztják a legfrissebb bejegyzéseik címét, teljes szövegét, vagy csatolt multimédia fájlokat (ld. podcasting, broadcatching és MP3 blogok). Egyes szolgáltatások használatával a blogokon a posztokhoz tartozó kommentekről is kérhető RSS.
- Hasonlóképpen, egyes fórumok topikjaihoz történt hozzászólások is lekérhetőek RSS-ben.
- A képmegosztó oldalak és videomegosztó portálok RSS-ein nyomon követhetők az egyes felhasználók által megosztott új képek, vagy az egyes címkékkel megjelölt új képek.
- A közösségi oldalakon a felhasználó figyelemmel kísérheti; hogy mi történik vele kapcsolatban (például mások bejelölik ismerősnek)
- Az aukciós oldalakon figyelemmel kísérhetőek egy kategóriának vagy keresésnek megfelelő új termékek.
- Linkmegosztó szolgáltatásokon egyes felhasználók által megosztott linkek vagy egyes címkékkel (tag) megjelölt linkek kérhetőek le RSS-ben.

### Kliens oldal
Egy feed olvasóként vagy aggregátorként ismert program képes ellenőrizni az RSS-t használó weboldalakat a felhasználó helyett és képes megjeleníteni a frissített cikkeket. Az RSS megkíméli a felhasználókat attól, hogy kedvenc weboldalukat rendszeresen látogassák az esetleges új tartalom ellenőrzése miatt, vagy levélben kelljen értesítést kapniuk erről. A legtöbb nagyobb weboldalon lehet RSS feedet találni (portálokon gyakran többet, tematikusan rendezve), de már egyre több kisebb oldal is támogatja. A Feed Reader-ek (feed olvasók) illetve News Aggregator-ok (hírgyűjtők) tipikusan vagy webböngésző kiegészítések, levelező kliens kiegészítések vagy önálló programok. Néhány program önmagában támogatja az RSS-t és/vagy az Atomot. Ilyen például a Mozilla Firefox („live bookmarks”-on, élő könyvjelzőkön keresztül), a Mozilla Thunderbird („RSS accounts”-on, RSS postaládán keresztül), az Opera („Newsfeeds”-en, hírcsatornákon keresztül), Avant Browser („XML feeds”-en keresztül), valamint a Maxthon („RSS”-en keresztül). Jelenleg az Internet Explorer 7.0-s és a Safari újabb verziói is támogatják.
A web alapú Feed Readerek (feed olvasók) illetve News Aggregatorok (hírgyűjtők) – mint például a Hirlapom.hu, a My Yahoo, a Waggr és a Bloglines – nem igényelnek szoftver telepítést, és bármely internet-hozzáféréssel rendelkező gépről elérhetővé teszik a feedeket. A Google Readerben lehetőség van a felhasználónak tetsző hírek megosztására is, ezek egy újabb RSS-csatornában jelennek meg, így lehetőség nyílik a szimpatikus hírek ismerősökkel történő megosztására (Ehhez az ismerősöknek is fel kell iratkozniuk erre a csatornára.) Léteznek olyan mesterséges intelligenciával felvértezett web alapú alkalmazások is, melyek képesek az azonos témába tartozó híreket csoportosítani és azokat fontosságuk szerint rendezve megjeleníteni a látogatók számára. Ilyen oldalak például a Techmeme, a Memeorandum és a magyar nyelven elérhető MiTortent.hu.

### Egyéb szolgáltatások
- Egyes szolgáltatások, mint a Feed Rinse,[14] több csatornát tudnak egyesíteni és szűrni. (így az otthoni aggregátornak nem kell adott esetben több száz csatornát lekérdeznie, elég néhányat)
- A Yahoo Pipes[4] az egyes feedekkel bonyolultabb műveleteket is el képes végezni (például le tudja tartalmukat fordítani egy másik nyelvre, bár a magyar nyelvet nem támogatja)
- A Dapper.net[15] képes RSS nélküli oldalak tartalmát RSS-csatornává alakítani.

## Története
Az RSS eredeti verziója a 0.9-es volt, amit a Netscape tervezett a "My Netscape" portál számára. Ez eredetileg az RDF-en alapult. De a Netscape marketingesei később leegyszerűsítették , és elnevezték az új verziót Rich Site Summarynek. A Netscape később kibővítette a formátumot a Scripting News XML formátumban megtalálható képességekkel, amit Dave Winer tervezett a UserLand Software-től. 2000-ben az RSS két vonala alakult ki:
- Az rss-dev levelezőlistán Archiválva 2005. november 17-i dátummal a Wayback Machine-ben részt vevő fejlesztők csoportja publikálta az RSS 1.0-t, ami az RSS 0.9-en alapult és felhasználta az RDF és XML névtér W3C szabványokat. Az RSS 1.0 befagyasztott szabvány, ami kibővíthető modulok segítségével, amelyek a saját névterükben léteznek . Az RDF előnyeit kihasználva az RSS 1.0 folyamok képesek részt venni a szemantikus weben.
- Dave Winer kiadta az RSS 0.92-t – ami a 0.91-et egészítette ki új elemekkel – azok számára, akik úgy érezték, hogy a névterek és az RDF felesleges bonyolultságot hozott magával. Winer vállalatoknak reklámozta a formátumát, például a The New York Timesnak, és a "Really Simple Syndication"-t hangsúlyozta  mint a három betűs rövidítés (RSS) jelentését. A legújabb verzió (2002. ősz) az RSS 2.0.1, ami – mint az 1.0 – befagyasztott, és kibővíthetőséget tesz lehetővé modulokon keresztül, amelyek a saját névterükben élnek. A részletek a specifikációban találhatók, ami a Harvard's Berkman Center adott ki a Creative Commons jogállása alatt.  Winer és a  Userland Software a specifikáció tulajdonjogát 2003-ban átadta a Berkman Centernek, és megnevezett egy tanácsadó testületet, amiből később Winer lemondott.

## Az RSS korlátai
Az RSS sikeres a hír jellegű információk szállítójaként, de komoly hátránya korlátozott sebessége: mivel a feedolvasó ugyanúgy egy állományt tölt le, mint bármilyen webböngésző, a szerverek korlátozott kapacitása miatt ezt csak viszonylag ritkán teheti, a legtöbb RSS-aggregátor maximum 10 percenkét frissíti a feedeket. Az internet használata egyre inkább a valós idejű információközlésre („fast web”, azaz gyors web) fókuszál, erre az RSS önmagában már nem alkalmas. Az RSS kiegészítésére alkalmas lehet a Jabber alapjain kifejlesztett XMPP (Extensible Messaging and Presence Protocol) és a FriendFeed által bevezetett SUP (Simple Update Protocol).

## Lásd még
- Atom (szabvány)
- Really Simple Syndication

## Külső hivatkozások
- 2,5 hónapod maradt, hogy megtudd, mi az rss – avagy miért lesz 2007 az RSS éve (Webisztán, 2006. október 12.)
- Saját hírlap az asztalon – Az [Origo] techbázis portálja, Szedlák Ádám, 2008. március 27.
- A hírolvasás magasiskolája – Az [Origo] techbázis portálja, 2008. április 5.
- RSS katalógus linkgyűjtemények számára
- https://news.eszotar.hu Archiválva 2021. január 29-i dátummal a Wayback Machine-ben Tiszaújvárosi fejlesztésű, több nyelvű RSS híraggregátor

## Fordítás
Ez a szócikk részben vagy egészben  a   RSS című angol Wikipédia-szócikk ezen változatának fordításán alapul.  Az eredeti cikk szerkesztőit annak laptörténete sorolja fel. Ez a jelzés csupán a megfogalmazás eredetét és a szerzői jogokat jelzi, nem szolgál a cikkben szereplő információk forrásmegjelöléseként.